# Contea di Hopkins (Kentucky)
La contea di Hopkins in inglese Hopkins County è una contea dello Stato del Kentucky, negli Stati Uniti. La popolazione al censimento del 2000 era di 46 519 abitanti. Il capoluogo di contea è Madisonville.